# 新疆藜
新疆藜（学名：Halothamnus glaucus）为苋科新疆藜属的植物。分布于中亚、高加索地区、伊朗、土耳其以及中国大陆的新疆等地，多生于草原和半荒漠地区，目前尚未由人工引种栽培。

## 异名
- Halothamnus glaucus (M. B.) Aellen